# Wo in Paris die Sonne aufgeht
Wo in Paris die Sonne aufgeht (Originaltitel Les Olympiades) ist ein Filmdrama von Jacques Audiard, das im Juli 2021 bei den Internationalen Filmfestspielen von Cannes seine Premiere feierte und am 3. November 2021 in die französischen Kinos kam. Der Schwarzweißfilm basiert auf den Kurzgeschichtensammlungen und Graphic Novels Eindringlinge (Killing and Dying) und Summer Blonde des New Yorker Cartoonisten Adrian Tomine und erzählt von jungen Menschen, die im 13. Pariser Arrondissement leben und von ihren zwischenmenschlichen Beziehungen.

## Handlung
Émilie lebt mietfrei in der Wohnung ihrer an Demenz erkrankten Großmutter in einem der Wohnhochhäuser im 13. Pariser Arrondissement, die „Les Olympiades“ genannt werden. Weil die junge asiatischstämmige Frau befürchtet, wegen ihres unhöflichen Verhaltens gegenüber einem Kunden ihren Job in einem Call-Center zu verlieren, macht sie sich auf die Suche nach einem Mitbewohner. Sie entscheidet sich für Camille, einen Schwarzen mit einem netten Lächeln, der als Lehrer an einem Gymnasium arbeitet, nun aber gerne seinen Doktor machen würde. Bereits am Tage seines Einzugs haben sie Sex. Die beiden schlafen etwa zwei Wochen lang immer wieder miteinander, bis Émilie zu Camille sagt, sie würde merken, dass er sich in sie verliebe. Camille hat Angst, sich zu binden und sucht nach anderen Affären. Bald darauf zieht er aus.

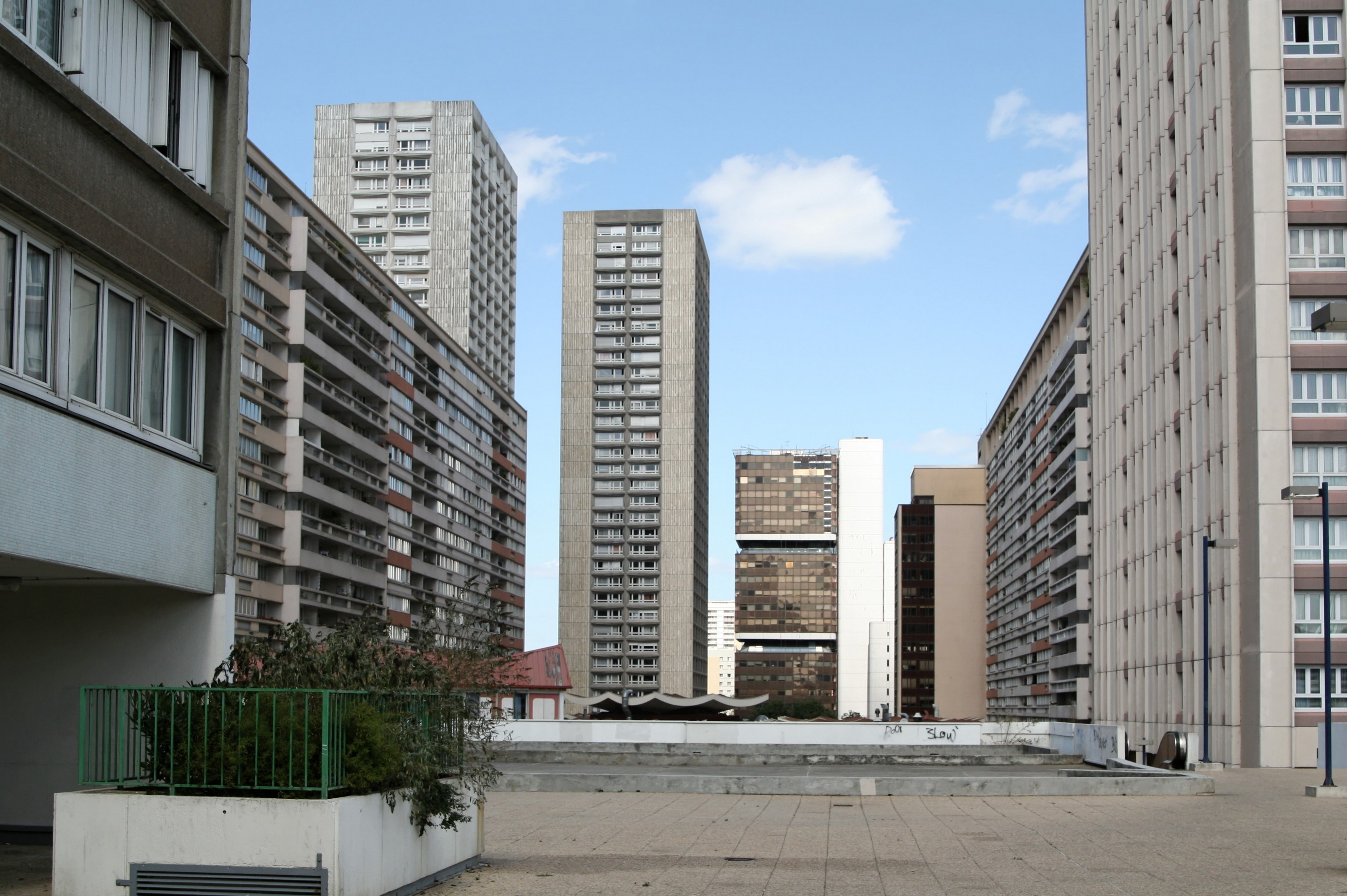
Blick über die Hochhäuser „Les Olympiades“ im 13. Pariser Arrondissement

Parallel wird die Jurastudentin Nora vorgestellt. Sie ist von Bordeaux nach Paris gezogen, um mit 32 Jahren einen Neuanfang zu wagen. Ihren Verwandten erzählt sie am Telefon, wie toll alles ist, doch bald erlebt sie einen Schock. Nachdem Kommilitonen sie für das Camgirl Amber Sweet halten, dem sie mit einer Perücke sehr ähnlich sieht, werden die Vorlesungen und das folgende Cyber-Mobbing für Nora zur Tortur. Sie bricht das Studium ab und fängt in einer Immobilienagentur an, in der Camille mittlerweile arbeitet. Nach und nach kommen sich die beiden näher, doch Nora fühlt sich beim Sex mit Camille nicht wohl. Sie kontaktiert Amber und beide beginnen privat zu chatten, bis sie sich schließlich verabreden. Émilie, die mittlerweile als Kellnerin arbeitet und sich mit vielen Männern zum Sex trifft, und Camille halten weiter Kontakt zueinander. Als Nora die Affäre mit Camille beendet, stellt Émilie Camille vor eine Entscheidung.

## Produktion

### Graphic-Novel-Vorlage
Les Olympiades basiert auf Eindringlinge (Killing and Dying) und Summer Blonde, Sammlungen von Graphic-Novel-Kurzgeschichten des New Yorker Cartoonisten Adrian Tomine. Tomine, dessen Mutter Japanerin ist, verwendet in seinen Comics durchgängig Asiaten als Haupt- oder Nebenfiguren. Insgesamt wurden drei der Kurzgeschichten zu einer langen zusammengefasst. Eine davon mit dem Titel Amber Sweet handelt von einer jungen Frau, die einer bekannten Pornodarstellerin wie aus dem Gesicht geschnitten ist. Summer Blonde erzählt in der Titelgeschichte von einer jungen Frau und ihrem Stalker, die darin ebenfalls enthaltene Geschichte Hawaiian Getaway von der Telefondienstmitarbeiterin Hilary, die während der schlimmsten Woche ihres Lebens ihren Job, ihre Wohnung und ihre Großmutter verliert.

### Filmstab, Aufbau, Dreharbeiten und Besetzung

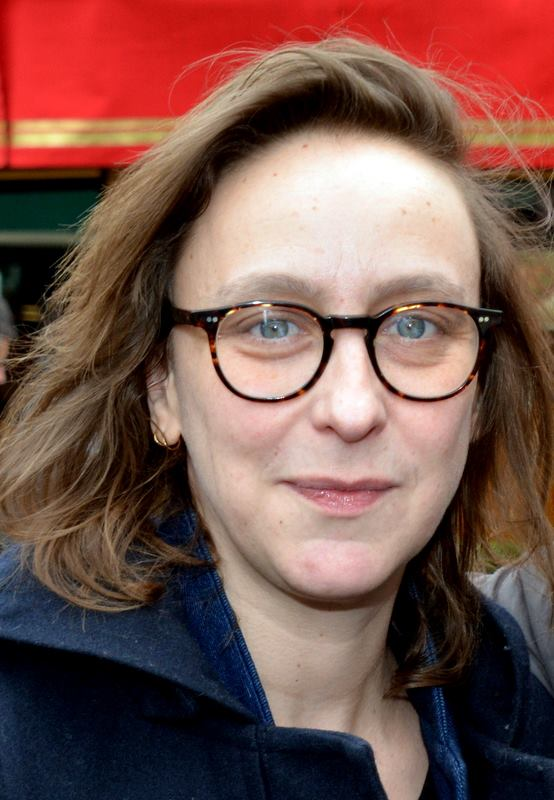
Céline Sciamma

Regie führte Jacques Audiard. Gemeinsam mit Léa Mysius und Céline Sciamma adaptierte er auch Tomines Kurzgeschichten für den Film. Dieser ist in drei Kapitel unterteilt, „ça a commencé comme ça“, „un bon mois plus tard“ und „dimanche“ (auf Deutsch „so fing es an“, „einen guten Monat später“ und „Sonntag“).
Der Handlungsort wurde bei der Adaption nach Paris verlegt, der Geburtsstadt des Regisseurs, der selbst über zehn Jahre im 13. Arrondissement lebte. Er zeigt in seinem Film ein ganz modernes Paris, fernab jeglicher Klischees und Stereotypen. Es sei jedoch gar nicht so leicht, in Paris zu filmen, da es sehr wenig Perspektiven gibt, so Audiard: „Paris wird immer mehr zu einer musealen Stadt, in der diese Symptome der Romantik vorherrschen.“ Dies habe er nicht gewollt. Vielmehr ging es ihm darum, die moderne, zeitgemäße Seite der Stadt zu zeigen. Das sei nur gegangen, weil das 13. Arrondissement eben nicht das Zentrum von Paris ist: „Das Zentrum bewegt sich nicht. Dort wird Notre-Dame wieder aufgebaut und sie sieht genauso aus wie seit jeher.“
Der Film wurde in Schwarz-Weiß gedreht. Als Kameramann fungierte Paul Guilhaume, der mit Drehbuchautorin Mysius bereits für deren Film Ava zusammenarbeitete.
Lucie Zhang spielt Émilie, Makita Samba ihren anfänglichen Mitbewohner Camille und Noémie Merlant seine neue Freundin Nora. Pol White spielt Camilles Vater, den er später im Film besucht, Camille Léon-Fucien spielt seine 16-jährige Schwester Eponine.

### Filmmusik, Marketing und Veröffentlichung
Die Filmmusik komponierten Clément Ducol und Rone. Das Soundtrack-Album mit 16 Musikstücken von Rone wurde am 5. November 2021 von InFiné als Download veröffentlicht. Zudem soll es im Laufe des Jahres 2022 als CD und auf Vinyl erscheinen.
Die Premiere erfolgte am 14. Juli 2021 bei den Internationalen Filmfestspielen von Cannes, wo der Film um die Goldene Palme konkurrierte. Zu dieser Zeit wurde der erste Trailer vorgestellt. Ende August 2021 wurde er beim Filmfestival Karlovy Vary gezeigt und im September 2021 beim Toronto International Film Festival vorgestellt. Ende September, Anfang Oktober 2021 wurde der Film beim Filmfest Hamburg und beim Filmfest Emden-Norderney gezeigt. Hiernach erfolgten Vorstellungen beim Film Fest Gent, beim Film Festival Cologne und bei der Viennale. Am 3. November 2021 kam der Film in die französischen Kinos. Anfang November 2021 wird er beim Braunschweig International Film Festival gezeigt und danach beim AFI Fest. Ende Februar, Anfang März 2022 wurde er beim Internationalen Film Festival in Belgrad vorgestellt. Im März 2022 wurde er bei dem von Unifrance und „Film at Lincoln Center“ gemeinsam organisierten „Rendez-Vous With French Cinema“ in New York gezeigt.
Der Kinostart in Deutschland erfolgte am 7. April 2022. Die Rechte für die USA liegen bei IFC Films. Am 15. April 2022 kam der Film dort in die Kinos. Der Kinostart in Österreich ist am 22. April 2022 geplant. Im August 2022 wird er beim Hong Kong International Film Festival gezeigt.

## Rezeption

### Altersfreigabe und Einsatz im Unterricht

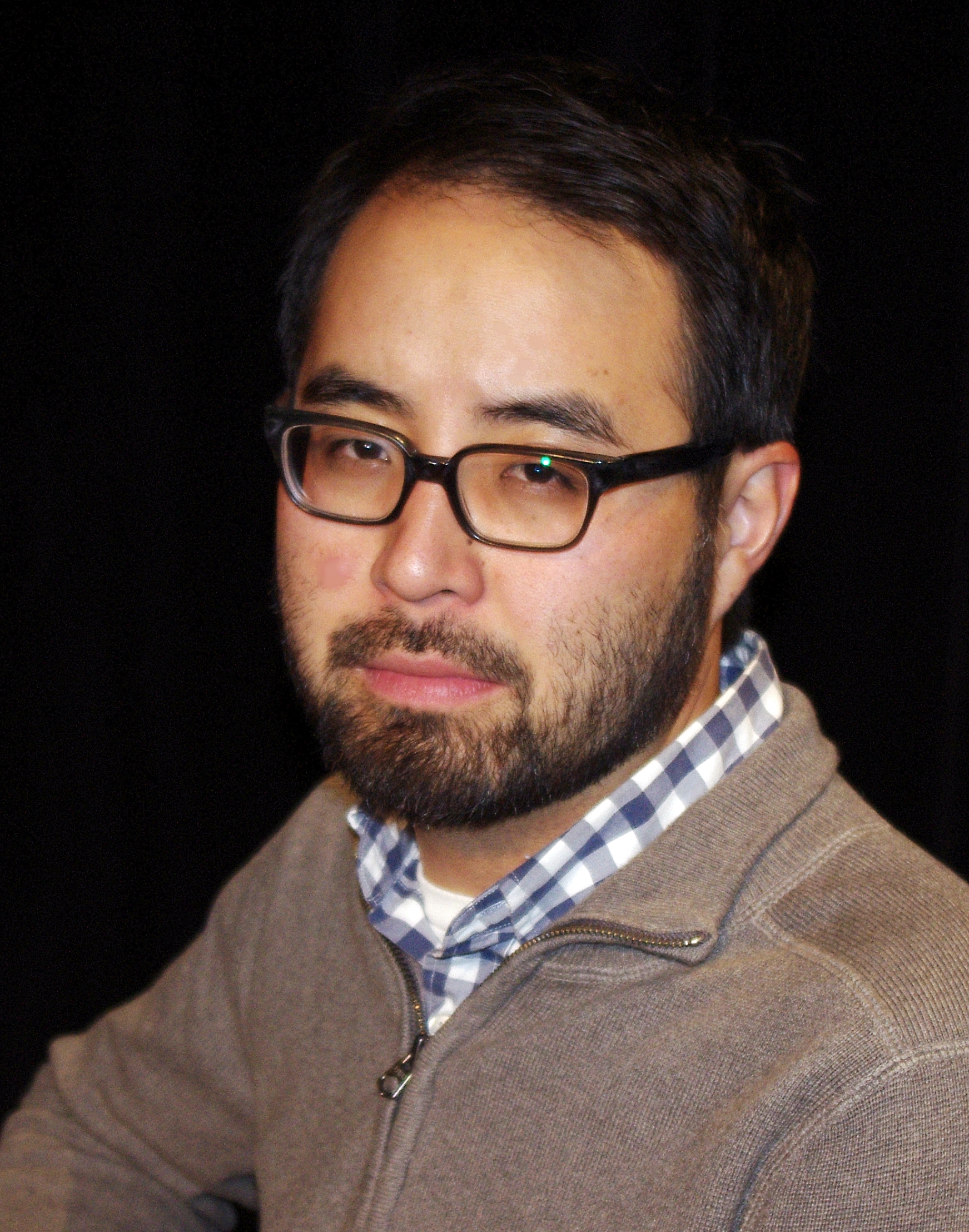
Comiczeichner Adrian Tomine

In den USA erhielt der Film von der MPAA ein R-Rating, was einer Freigabe ab 17 Jahren entspricht. In Deutschland wurde er von der FSK ab 16 freigegeben. In der Freigabebegründung heißt es, der Film stelle positive Figuren in den Mittelpunkt und enthalte keine Gewaltszenen, jedoch mehrere Sexszenen, die teilweise recht intensiv inszeniert seien. Jugendliche ab 16 Jahren seien aufgrund ihres Entwicklungsstands problemlos fähig, diese Szenen überforderungsfrei zu verarbeiten und auch der vereinzelt gezeigte Drogenkonsum und die Verwendung sexualisierter Sprache könnten von Zuschauern dieser Altersgruppe kritisch hinterfragt werden.
Das Onlineportal kinofenster.de empfiehlt den Film für den Unterricht. Dort schreibt Marguerite Seidel, infolge seiner Episodenhaftigkeit streife der Film eine Vielzahl von Themen, die sich je nach Fach und Lernziel herausgreifen und vertiefen ließen. In Französisch, Philosophie und Religion oder Ethik biete die Analyse der Figuren und ihrer Beziehungen Sprech- oder Schreibanlässe, um sich mit Liebe in Zeiten von Dating-Apps und schnellem Sex auseinanderzusetzen. In Kunst oder Deutsch könnten Dramaturgie und Bildgestaltung untersucht werden. Vergleichen lasse sich der Film mit anderen Großstadtfilmen oder Paris-Filmen der Nouvelle Vague oder auch mit Adrian Tomines Comicvorlagen.

### Kritiken
Von den bei Rotten Tomatoes aufgeführten Kritiken sind 83 Prozent positiv. Auf Metacritic erhielt der Film einen Metascore von 76 von 100 möglichen Punkten.
Peter Debruge von Variety schreibt, das Werk von Adrian Tomine beschränke sich nicht auf Worte, der Comiczeichner zeige auch Menschen, deren Gesichtsausdruck und Körpersprache er über eine Reihe von Bildern hinweg bei ihrer Veränderung beobachte. Diese Technik bringe das Medium dem Kino viel näher, als es das geschriebene Wort alleine könnte, was Jacques Audiards Affinität zu dessen Arbeit erklären könnte. Der Regisseur habe aus den drei einzelnen Geschichten einen romantischen Film gemacht, der in einem ausgesprochen unromantisch wirkenden Viertel spielt. Die Figuren, die hier leben, seien alle davon überzeugt, dass sie als Single besser dran sind. Debruge findet es klug von dem klassischen „Macho-Regisseur“, dass er mit Céline Sciamma als Drehbuchautorin zusammengearbeitet hat, da sie das widersprüchliche und impulsive Verhalten junger Menschen, ähnlich wie in Mädchenbande und Mit Siebzehn, hervorragend einfange.

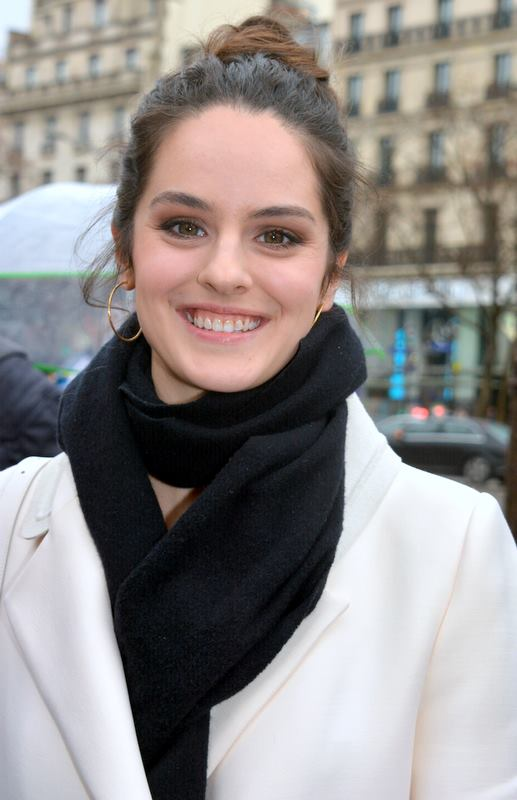
Noémie Merlant spielt Nora

Gerhard Midding von epd Film bemerkt, Audiards Film gebe sich nicht ohne weiteres als das zu erkennen, was er im Kern ist, nämlich eine Sittenkomödie. Insgeheim greife er mit der Frage der Identität ein zweites Thema der Moderne auf. Diese stehe nicht fest und sei brüchig und wandelbar. Nicht von ungefähr besuche Nora eine Vorlesung, in der es um die juristische und die moralische Person geht, so Midding, und nennt als weiteres Beispiel Emilies Großmutter, die ihre Identität an die Demenz verliert. Kameramann Paul Guilhaume tauche das 13. Arrondissement in dem in Schwarz-Weiß gedrehten Film in ein Monochrom, das ebenso romantisch wie aufgeklärt wirke, während Audiard und seine Filmeditorin Juliette Welfling im Schneideraum auf viele altgediente Stilmittel zurückgriffen, wie Irisblenden, Splitscreens oder Zeitlupen.
Thomas Schultze von Blickpunkt:Film schreibt, mit Les Olympiades habe Audiard einmal mehr bewiesen, dass man sich auch im Alter von 69 Jahren noch einmal komplett neu erfinden kann: „Alles, was er, Frankreichs Antwort auf das muskulöse Kino eines Michael Mann, übers Kino weiß, will er noch einmal mit neuen Augen sehen, in neue Bahnen lenken, der Gewalt entsagen, die seinem Kino bisher wie selbstverständlich entsprungen ist.“ Er habe mit Les Olympiades einen Liebesfilm gemacht, der so ist, wie Frankreich im Jahr 2021, einen Liebesfilm in Schwarz-Weiß, als hätte die Nouvelle Vague nicht in den späten 1950ern, sondern 60 Jahre später begonnen. Dabei sei Noémie Merlant in der Rolle von Nora die Idealbesetzung für diese Frau, die sich wie eine Fremde fühlt in ihrem Körper, aber doch gemocht, geliebt, verstanden und begehrt werden will.

### Auszeichnungen
César 2022
- Nominierung als Beste Nachwuchsdarstellerin (Lucie Zhang)
- Nominierung als Bester Nachwuchsdarsteller (Makita Samba)
- Nominierung für das Beste adaptierte Drehbuch (Céline Sciamma, Léa Mysius und Jacques Audiard)
- Nominierung für die Beste Kamera (Paul Guilhaume)
- Nominierung für die Beste Filmmusik (Rone)

Chicago International Film Festival 2021
- Nominierung im International Feature Competition
- Lobende Erwähnung im Out-Look Competition[38][39]

Europäisches Filmfestival von Sevilla 2021
- Auszeichnung als Beste Schauspielerin (Lucie Zhang)[40]

Filmfest Emden-Norderney 2021
- Nominierung für den Bernhard-Wicki-Preis[41]

Filmfest Hamburg 2021
- Auszeichnung mit dem Art Cinema Award[42]

Internationale Filmfestspiele von Cannes 2021
- Auszeichnung im Rahmen der Cannes Soundtrack Awards (Annette Sparks und Rone)
- Nominierung für die Goldene Palme (Jacques Audiard)
- Nominierung für die Queer Palm[43]

Prix Lumières 2022
- Nominierung für die Beste Regie (Jacques Audiard)
- Nominierung als Beste Nachwuchsdarstellerin (Lucie Zhang)
- Nominierung als Bester Nachwuchsdarsteller (Makita Samba)

## Synchronisation
Die deutsche Synchronisation entstand nach einem Dialogbuch und der Dialogregie von Victoria Sturm im Auftrag der TaunusFilm Synchron GmbH, Berlin.

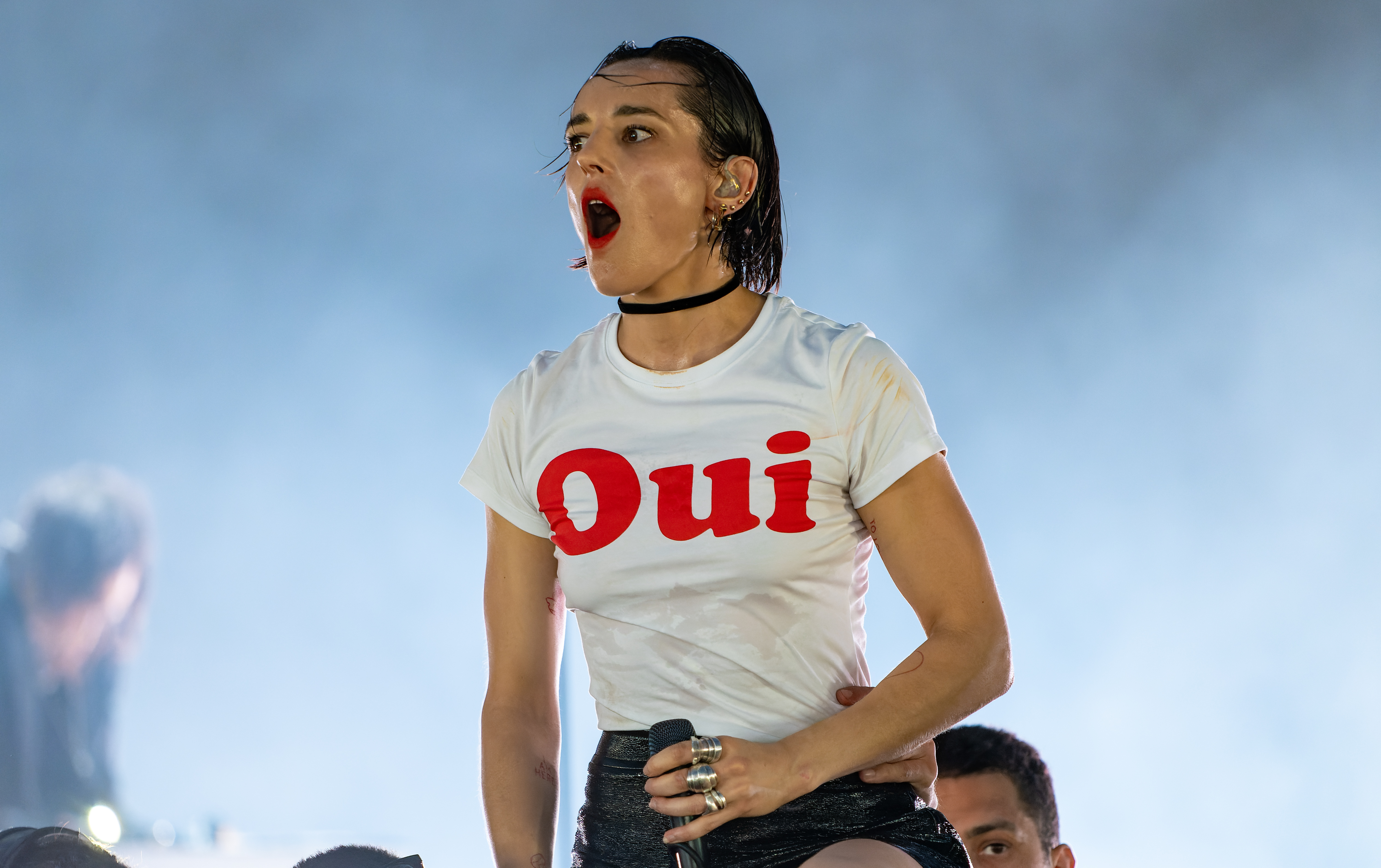
Jehnny Beth spielt Amber Sweet

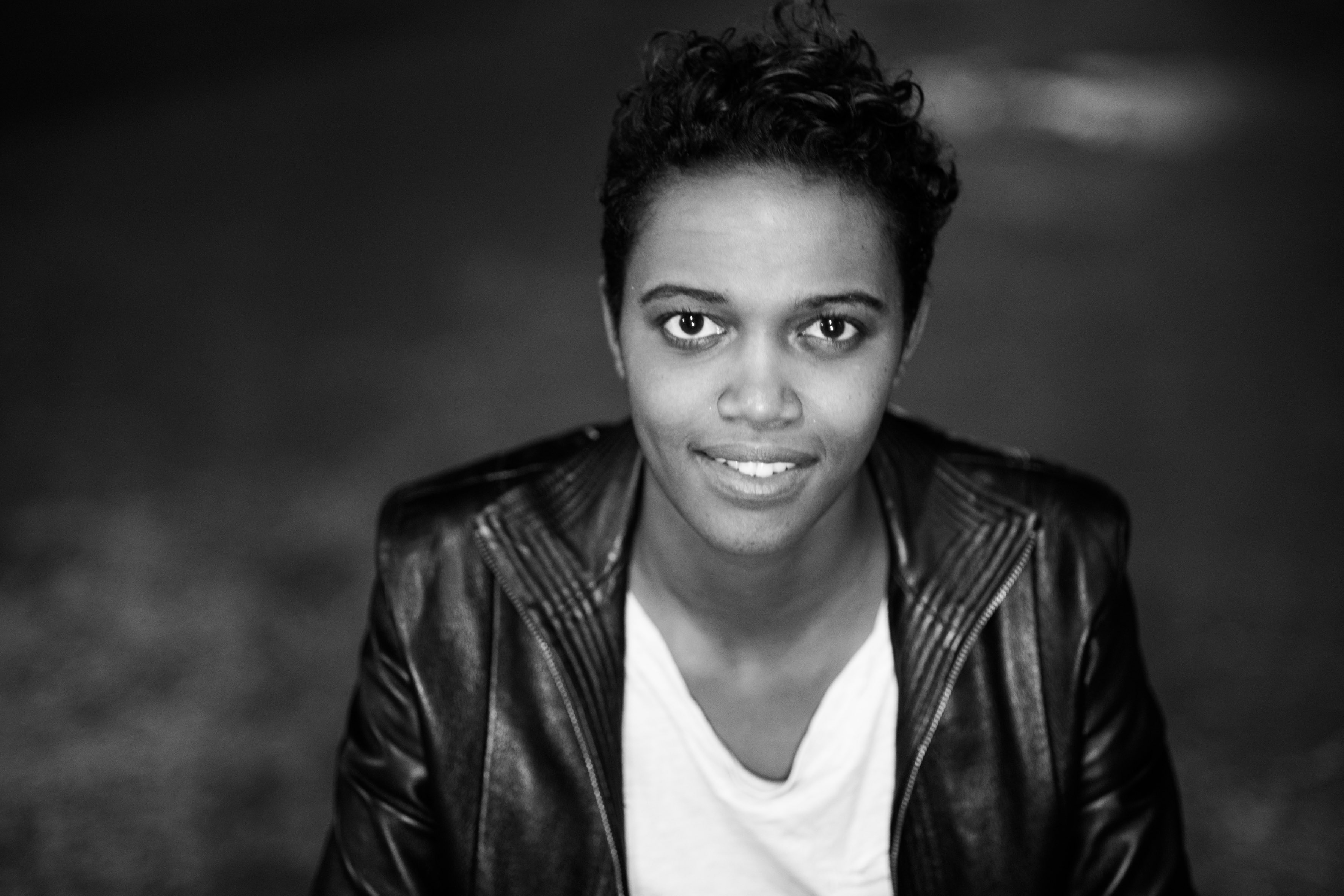
Oceane Cairaty spielt Stéphanie

| Darsteller          | Synchronsprecher     | Rolle           |
| ------------------- | -------------------- | --------------- |
| Jehnny Beth         | Giuliana Jakobeit    | Amber Sweet     |
| Carl Malapa         | Imme Aldag           | Amine           |
| Makita Samba        | Sebastian Kluckert   | Camille Germain |
| Pol White           | Hanns-Jörg Krumpholz | Camilles Vater  |
| Lucie Zhang         | Magdalena Höfner     | Émilie Wong     |
| Rong-Ying Yang      | Marion Musiol        | Émilies Mutter  |
| Camille Léon-Fucien | Marie-Isabel Walke   | Eponine         |
| Geneviève Doang     | Ute Noack            | Karin           |
| Anaïde Rozam        | Flavia Vinzens       | Leïla           |
| Noémie Merlant      | Anne Helm            | Nora Ligier     |
| Oceane Cairaty      | Melinda Rachfahl     | Stéphanie       |